# جيمس جوردن (راقص)
جيمس جوردن (بالإنجليزية: James Jordan)‏ هو مصمم رقص بريطاني، ولد في 13 أبريل 1978 في Gillingham, Kent ‏ في المملكة المتحدة.

## وصلات خارجية
- الموقع الرسمي
- جيمس جوردن على موقع IMDb (الإنجليزية)
- جيمس جوردن على موقع قاعدة بيانات الفيلم (الإنجليزية)